# Ugo XII di Lusignano
Ugo XII di Lusignano (1238 – Cartagine, dopo il 25 agosto 1270) è stato un nobile francese fu signore di Lusignano, conte di La Marche e d'Angoulême come Ugo IV, dal 1250 e conte di Porhoët e signore di Fère-en-Tardenois, Chilly e Longjumeau, dal 1256 fino alla sua morte.

## Biografia

### Infanzia
Ugo, secondo Pierre de Guibours, detto Père Anselme de Sainte-Marie o più brevemente Père Anselme, era il figlio maschio primogenito del signore di Lusignano, conte di La Marche e d'Angoulême, Ugo XI di Lusignano e della contessa di Porhoët e signora di Fère-en-Tardenois, Chilly e Longjumeau, Iolanda di Bretagna, che, come ci conferma le Mémoires pour servir de preuves à l’histoire ecclésiastique et civile de Bretagne, Tome I, era figlia di Pietro I di Bretagna ed Alice di Thouars.
Sia secondo il monaco benedettino inglese, cronista della storia inglese, Matteo di Parigi, che le Layettes du trésor des chartes : de l'année 1224 à l'année 1246 ed il testamento del padre, contenuto nel Cartulaire de l'abbaye royale de Notre-Dame des Châtelliers, Ugo XI di Lusignano era il figlio primogenito del signore di Lusignano, conte di La Marche e d'Angoulême, Ugo X di Lusignano e della Contessa di Angoulême ed ex regina consorte d'Inghilterra, Isabella d'Angoulême, che sia secondo il Florentii Wigornensis Monachi Chronicon, Continuatio, che secondo Matteo di Parigi, era l'unica figlia del conte d'Angouleme, Ademaro III e della moglie (come ci viene confermato dalla Chronica Albrici Monachi Trium Fontium), Alice di Courtenay, che era figlia di Pietro di Francia e di Elisabetta, signora di Courtenay.

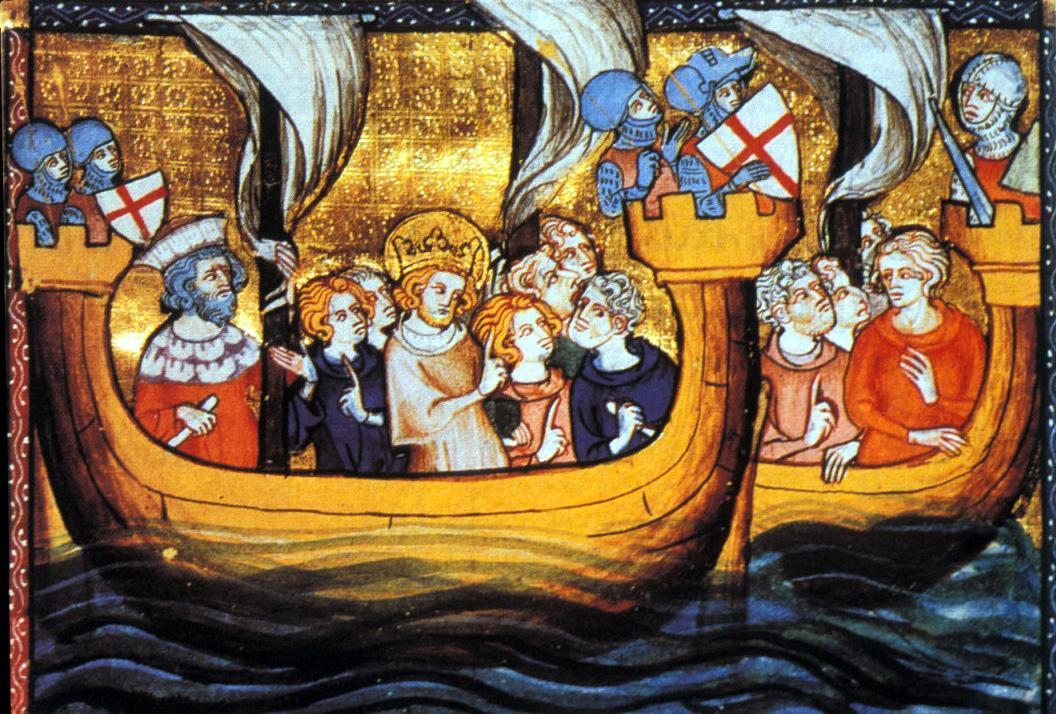
Ugo XI di Lusignano mentre parte per la settima crociata

Suo nonno, Ugo X, secondo il documento n° LXXVI, del 1248 del Cartulaire de l'abbaye royale de Notre-Dame des Châtelliers, fece  testamento, e divenne Crociato, e, nel 1249, morì a Damietta, come viene descritto da Matteo di Parigi. Suo padre, Ugo, gli succedette nei titoli di Lusignano, La Marche e Angoulême, come Ugo XI, e, sempre in quell'anno, acconsentì a seguire il suo signore, Alfonso di Poitiers, per un anno nell'ambito della Settima crociata.
Ugo XI, non molto tempo dopo suo padre come ci testimonia Matteo di Parigi (Hugo Brunus comes de Marchia cuius pater paulo ante obit apud Damiatan), venne ucciso il 6 aprile 1250 alla battaglia di Fariskur, uno dei più grandi scontri di tutta la crociata.
Gli succedette nei titoli di Lusignano, La Marche e Angoulême, il figlio Ugo, come Ugo XII, sotto la tutela della madre, Iolanda di Bretagna.

### Matrimonio
Nel 1253, come ci conferma la Chronicon Savigniacense, Stephani Baluzii Miscellaneorum, Liber II, Collectio Veterum, Ugo, il 29 gennaio, nell'abbazia di Savigny, in Normandia, aveva sposato Giovanna di Fougères, che era figlia ed erede del signore di Fougères, Rodolfo III

### Ascesa

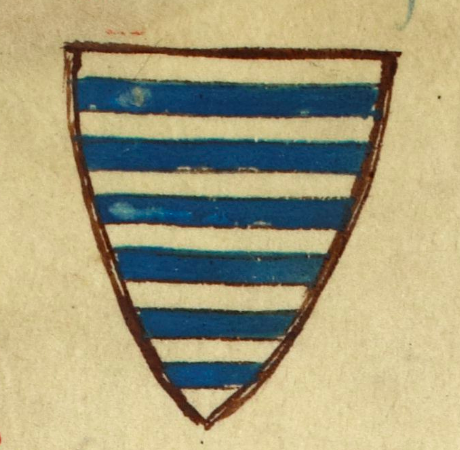
Lo stemma dei Lusignano nellHistoria anglorum

Nel 1256, Ugo, divenuto maggiorenne, governò direttamente le sue contee, e, dalla madre ricevette la contea di Porhoët e le signorie di Fère-en-Tardenois, Chilly e Longjumeau, e, nel 1262, acquistò la viscontea di Aubusson da Raynaud VII d'Aubusson.

### Ottava crociata

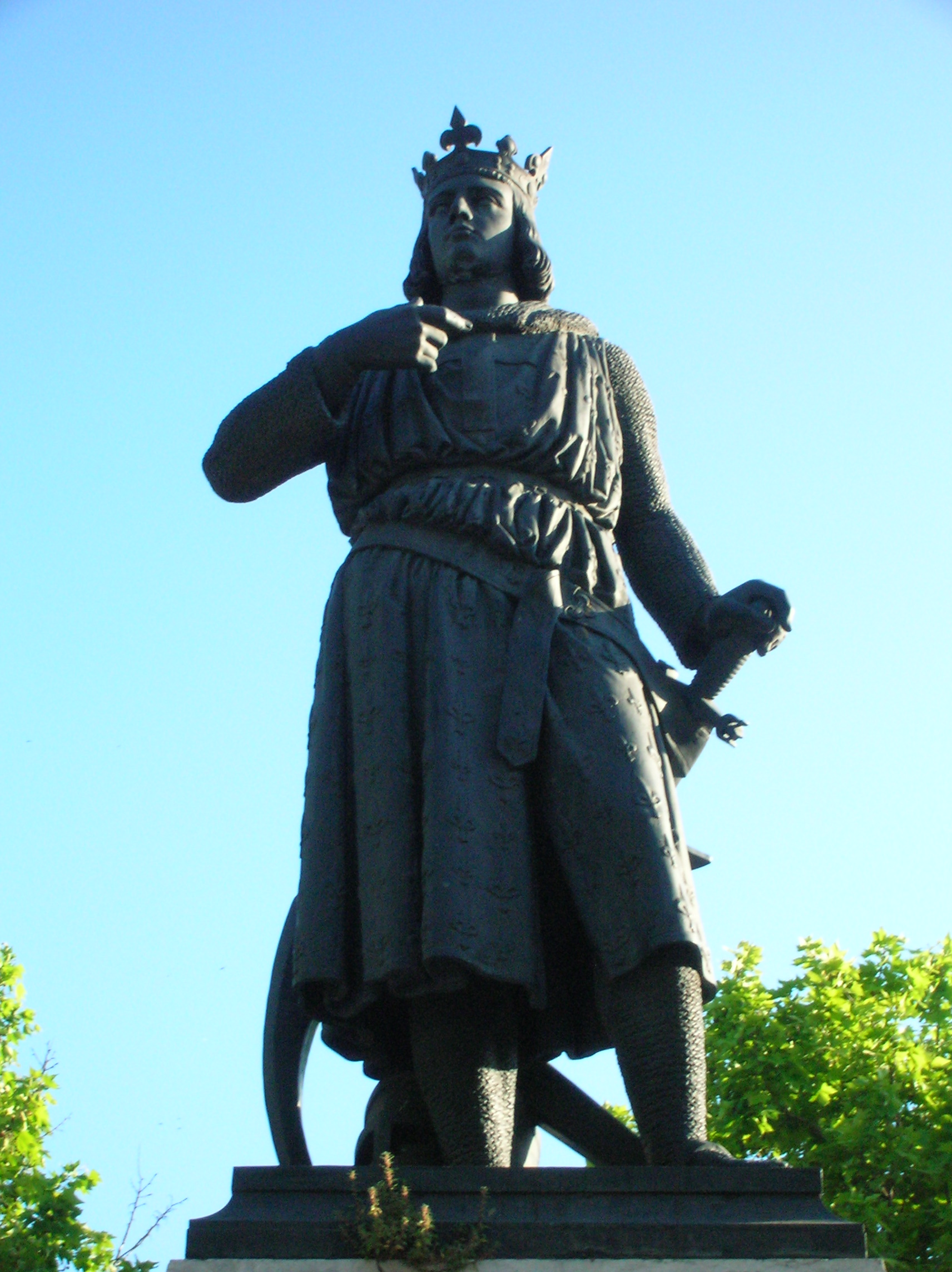
Statua di san Luigi IX di Francia ad Aigues-Mortes.

Nel luglio del 1270, Ugo si imbarcò, al seguito del re di Francia, Luigi IX il Santo, per l'ottava crociata, che si diresse su Tunisi, a cui fu messo l'assedio ; le forze assedianti furono colpite da un'epidemia di febbre e di dissenteria;

### Morte
Ugo morì poco dopo il suo re che morì il 25 agosto; secondo Père Anselme, Ugo morì nel 1282 e fu sepolto nell'abbazia di La Couronne, Charente.
Gli succedette nei titoli di Lusignano, La Marche e Angoulême, il figlio Ugo, come Ugo XIII, sotto la tutela della madre, Giovanna di Fougères.

## Discendenza
Ugo da Giovanna di Fougères ebbe sei figli:
- Ugo (1259- 1303), signore di Lusignano, conte di La Marche e d'Angoulême[14]
- Guido († 1308), signore di Porhoët e Chilly, poi, dopo la morte di Ugo, signore di Lusignano, conte di La Marche e d'Angoulême[14]
- Yolanda (1257 - 1314), che sposò Elia Rudel, Signore di Pons[14]
- Giovanna (1260 - 1323), che sposò, in prime nozze, il Barone de Joinville, Pietro, ed in seconde nozze, Bernardo-Ezy IV d'Albret, visconte di Tartas, che, dopo la morte di Guido, cedette le contee al re di Francia, Filippo IV il Bello[14]
- Maria (1269- 1312), che sposò Stefano II, Conte di Sancerre[14]
- Isabella († dopo il 1309), religiosa nell’abbazia di Fontevrault[14].

## Ascendenza
|                      |                     |                         | Genitori                               |  |  | Nonni |  |  | Bisnonni            |  |  | Trisnonni                 |  |
|                      |                     |                         |                                        |  |  |       |  |  | Ugo IX di Lusignano |  |  | Ugo il Bruno di Lusignano |  |
|                      |                     |                         |                                        |  |  |       |  |  | Ugo IX di Lusignano |  |  | Ugo il Bruno di Lusignano |  |
|                      |                     | Orengarda               |                                        |  |  |       |  |  | Ugo IX di Lusignano |  |  |                           |  |
| Ugo X di Lusignano   |                     |                         |                                        |  |  |       |  |  | Ugo IX di Lusignano |  |  |                           |  |
|                      |                     | Agata di Preully        | Pietro II Montrabel di Preully-Vendôme |  |  |       |  |  |                     |  |  |                           |  |
|                      |                     | Agata di Preully        | Pietro II Montrabel di Preully-Vendôme |  |  |       |  |  |                     |  |  |                           |  |
|                      |                     | Agata di Preully        | …                                      |  |  |       |  |  |                     |  |  |                           |  |
| Ugo XI di Lusignano  |                     | Agata di Preully        |                                        |  |  |       |  |  |                     |  |  |                           |  |
|                      |                     | Ademaro III d'Angoulême | Guglielmo VI d'Angoulême               |  |  |       |  |  |                     |  |  |                           |  |
|                      |                     | Ademaro III d'Angoulême | Guglielmo VI d'Angoulême               |  |  |       |  |  |                     |  |  |                           |  |
|                      |                     | Ademaro III d'Angoulême | Margherita di Turenne                  |  |  |       |  |  |                     |  |  |                           |  |
| Isabella d'Angoulême |                     | Ademaro III d'Angoulême |                                        |  |  |       |  |  |                     |  |  |                           |  |
|                      |                     | Alice di Courtenay      | Pietro I di Courtenay                  |  |  |       |  |  |                     |  |  |                           |  |
|                      |                     | Alice di Courtenay      | Pietro I di Courtenay                  |  |  |       |  |  |                     |  |  |                           |  |
|                      |                     | Alice di Courtenay      | Elisabetta di Courtenay                |  |  |       |  |  |                     |  |  |                           |  |
| Ugo XII di Lusignano |                     | Alice di Courtenay      |                                        |  |  |       |  |  |                     |  |  |                           |  |
|                      | Roberto II di Dreux | Roberto I di Dreux      |                                        |  |  |       |  |  |                     |  |  |                           |  |
|                      | Roberto II di Dreux | Roberto I di Dreux      |                                        |  |  |       |  |  |                     |  |  |                           |  |
|                      | Roberto II di Dreux | Agnese di Baudement     |                                        |  |  |       |  |  |                     |  |  |                           |  |
| Pietro I di Bretagna | Roberto II di Dreux |                         |                                        |  |  |       |  |  |                     |  |  |                           |  |
|                      |                     | Yolanda di Coucy        | Rodolfo I di Coucy                     |  |  |       |  |  |                     |  |  |                           |  |
|                      |                     | Yolanda di Coucy        | Rodolfo I di Coucy                     |  |  |       |  |  |                     |  |  |                           |  |
|                      |                     | Yolanda di Coucy        | Agnese di Hainaut                      |  |  |       |  |  |                     |  |  |                           |  |
| Iolanda di Bretagna  |                     | Yolanda di Coucy        |                                        |  |  |       |  |  |                     |  |  |                           |  |
|                      |                     | Guido di Thouars        | Goffredo di Thouars                    |  |  |       |  |  |                     |  |  |                           |  |
|                      |                     | Guido di Thouars        | Goffredo di Thouars                    |  |  |       |  |  |                     |  |  |                           |  |
|                      |                     | Guido di Thouars        | Aumou                                  |  |  |       |  |  |                     |  |  |                           |  |
| Alice di Thouars     |                     | Guido di Thouars        |                                        |  |  |       |  |  |                     |  |  |                           |  |
|                      |                     | Costanza di Bretagna    | Conan IV di Bretagna                   |  |  |       |  |  |                     |  |  |                           |  |
|                      |                     | Costanza di Bretagna    | Conan IV di Bretagna                   |  |  |       |  |  |                     |  |  |                           |  |
|                      |                     | Costanza di Bretagna    | Margherita di Huntingdon               |  |  |       |  |  |                     |  |  |                           |  |
|                      |                     | Costanza di Bretagna    |                                        |  |  |       |  |  |                     |  |  |                           |  |

### Fonti primarie
- (LA)  Layettes du trésor des chartes : de l'année 1224 à l'année 1246.
- (LA)  Monumenta Germaniae Historica, Scriptores, tomus XXIII
- (LA)  Cartulaire de l'abbaye royale de Notre-Dame des Châtelliers
- (LA)  Matthew Paris, Chronica Majora, Vol. V.
- (LA)  Mémoires pour servir de preuves à l’histoire ecclesiastique et civile de Bretagne, Tome I
- (LA)  Florentii Wigornensis Monachi Chronicon, Continuatio,.
- (LA)  Chronicon Savigniacense, Stephani Baluzii Miscellaneorum, Liber II, Collectio Veterum.

### Letteratura storiografica
- (FR)  Histoire généalogique et chronologique de la maison royale de France, tome III.
- E. F. Jacob, Inghilterra: Enrico III, in <<Storia del mondo medievale>>, vol. VI, cap. V, 1999, pp. 198–234
- Charles Petit-Dutaillis, "Luigi IX il Santo", cap. XX, vol. V (Il trionfo del papato e lo sviluppo comunale) della Storia del mondo medievale, 1999, pp. 729–864